# Oncholaimus brevispiculum
Oncholaimus brevispiculum is een rondwormensoort uit de familie van de Oncholaimidae. De wetenschappelijke naam van de soort is voor het eerst geldig gepubliceerd in 1957 door Mawson.